# Danio erythromicron
Danio erythromicron är en fiskart som först beskrevs av Annandale, 1918.  Danio erythromicron ingår i släktet Danio och familjen karpfiskar. IUCN kategoriserar arten globalt som starkt hotad. Inga underarter finns listade i Catalogue of Life.